# Белые альвы
«Белые альвы» — российское книжное издательство из Москвы. Основано в 1994 году. До 1998 года осуществляло выпуск юридической литературы. Директор — Светлана Николаевна Удалова.
Ключевой темой издательства директор называет Гиперборею, индоевропейцев, «индоариев». Название издательства объясняется как связанное с «северной прародиной индоевропейцев»; утверждается, что «альвы» — в древнерусском «лебеди».
В 1999 году издательством была выпущена книга Егора Классена, российского преподавателя XIX века, автора любительских гипотез о славянской истории и письменности, популярного у современных сторонников славяно-арийского мифа.
Издательство выпускало, в частности, расистскую литературу. В 1999 году Владимир Авдеев (создатель учения «расологии» о превосходстве нордической расы) основал серию книг «Библиотека расовой мысли» издательства «Белые альвы», под грифом которой им издаются и переиздаются сочинения российских расовых теоретиков (в числе которых нет специалистов по физической антропологии) и классиков западной расовой теории. В частности, Авдеев переиздал известное расистское сочинение начала XX века Людвига Вольтмана «Политическая антропология» (М., 2000), сборник переведённых с немецкого А. Ивановым статей нацистского теоретика Ханса Гюнтера («Избранные работы по расологии». М., 2002), книгу расиста Эрнста Крика («Преодоление идеализма: основы расовой педагогики». М., 2004).
В Санкт-Петербурге книги издательства распространяла газета «За русское дело». Петербургские правозащитники Руслан Линьков и Юрий Вдовин неоднократно обращались к властям с требованием провести проверку по фактам выпуска издательством «Белые альвы» «всевозможной нацистской литературы». Издательство выпускало романы и научно-фантастические произведения о «славяно-арийцах».
При издательстве имеется книжный клуб, в рамках которого действует школа имени М. В. Ломоносова, где проводит семинары Андрей Тюняев, и постоянно действующий семинар Андрея Кадыкчанского на тему мегалитов. Издательство имеет связи с «Народным славянским радио», на котором выступал ряд авторов издательства.